# サマセット・バトラー (第5代キャリック伯爵)
第5代キャリック伯爵サマセット・アーサー・バトラー（英語: Somerset Arthur Butler, 5th Earl of Carrick、1835年1月30日 – 1901年12月22日）は、アイルランド貴族。

## 生涯
第3代キャリック伯爵サマセット・リチャード・バトラーと2人目の妻ルーシー・フレンチ（Lucy French、1800年頃 – 1884年10月13日、アーサー・フレンチの娘）の息子として、1835年1月30日にウォーターフォード県で生まれた。ハーロー校で教育を受け、1846年4月16日には兄ヘンリー・トマスの死去に伴いキャリック伯爵の爵位を継承した。
1853年にイギリス陸軍に入隊、クリミア戦争でセヴァストポリ包囲戦に参戦した後、1856年/1858年から1862年までグレナディアガーズの大尉を務めた。
1901年12月22日にロックレイで死去した。生涯未婚だったため、叔父ヘンリー・エドワード（1780年 – 1856年）の息子チャールズ・ジョージ（1823年 – 1854年）の息子チャールズ・ヘンリー・サマセットが爵位を継承した。